# Omblèze
Omblèze település Franciaországban, Drôme megyében. Lakosainak száma 60 fő (2022. január 1.). Omblèze Bouvante, Le Chaffal, Eygluy-Escoulin, Léoncel, Plan-de-Baix és Saint-Julien-en-Quint községekkel határos.

## Népesség
A település népességének változása:
| Lakosok száma | 62   | 54   | 64   | 71   | 69   | 70   | 72   | 71   | 70   | 60   |
|               | 1968 | 1982 | 1990 | 2006 | 2013 | 2015 | 2017 | 2019 | 2020 | 2022 |